# Intuition (album de Bill Evans)
Pour les articles homonymes, voir Intuition (homonymie).
Intuition est un album du pianiste de jazz Bill Evans paru en 1974.

## Historique
Cet album, produit par Helen Keane, a été initialement publié en 1974 par Fantasy Records (F 9475). Il a été enregistré aux Fantasy Studios à Berkeley (Californie) du 7 au 10 novembre 1974. L'ingénieur du son était Don Cody.

## Titres de l’album
| No | Titre                        | Auteur                                | Durée |
| -- | ---------------------------- | ------------------------------------- | ----- |
| 1. | Invitation                   | Bronislau Kaper, Paul Francis Webster | 6:28  |
| 2. | Blue Serge                   | Mercer Ellington                      | 5:09  |
| 3. | Show-Type Tune               | Bill Evans                            | 4:08  |
| 4. | The Nature of Things         | Irvin Rochlin                         | 3:25  |
| 5. | Are You All the Things ?     | Bill Evans                            | 5:00  |
| 6. | A Face Without a Name        | Claus Ogerman                         | 5:37  |
| 7. | Falling Grace                | Steve Swallow                         | 4:28  |
| 8. | Hi Lili, Hi Lo (For Ellaine) | Bronislau Kaper, Helen Deutsch        | 7:16  |

## Personnel
- Bill Evans : piano, Fender Rhodes[3]
- Eddie Gomez : contrebasse

## À propos de l'album
- Hi Lili, Hi Lo est une chanson tirée de la musique du film Lili. Bill Evans la dédie ici à Ellaine, sa « première épouse » (ils n'ont jamais été légalement mariés) car c'était la chanson fétiche de la jeune femme. Ellaine s'était suicidée, l'année précédente (1973), en se jetant sous une rame de métro[4].
- Are You All the Things n'est pas une vraie composition de Bill Evans. En fait, ce thème n'a jamais été écrit : c'est une improvisation sur la grille harmonique du standard All the Things You Are.
- Show-type tune alias Tune for a lyric est aussi une composition du pianiste. C'est un pastiche de musique de shows de Broadway. Le morceau respecte d'ailleurs la structure « verse - chorus » utilisée dans ce type de morceaux. Après une intro (« verse ») rubato de 16 mesures, le thème lui-même (« chorus »), joué avec une pulsation à deux temps sur un tempo d'environ 110 à la blanche, est de 40 mesures (ce qui est atypique, les « chorus » faisant généralement 32 mesures). Les solos sont sur la partie « chorus » uniquement.